# Jardim da Luz
El Jardim da Luz es un espacio verde de aproximadamente 20.000 metros cuadrados localizado en la Avenida Tiradentes, ciudad de São Paulo. Se ubica al lado de la Estação da Luz, cerca del Museo de Arte Sacro de São Paulo y del Departamento Histórico da Prefeitura do Município. Es sede de la Pinacoteca de São Paulo.
Originalmente era un jardín botánico, pero fue transformado en jardín público en la primera mitad del siglo XX. En 1900 fue inaugurada la sede del Liceo de Artes y Oficios de São Paulo, edificio que actualmente alberga la ya citada Pinacoteca.
Durante gran parte del siglo XX el Jardín pasó un grave período de degradación, siendo una zona de prostitución y tráfico de drogas. La situación se revirtió con una política de revitalización de la región central llevada a cabo por el gobierno a través de, entre otras cosas, la instalación de esculturas a lo largo del parque, la reforma de la Pinacoteca y una mayor presencia policial.